# Rasrā
Rasrā är en ort i Indien.   Den ligger i distriktet Ballia och delstaten Uttar Pradesh, i den nordöstra delen av landet, 700 km öster om huvudstaden New Delhi. Rasrā ligger 72 meter över havet och antalet invånare är 31 876.
Terrängen runt Rasrā är mycket platt. Runt Rasrā är det tätbefolkat, med 913 invånare per kvadratkilometer. Det finns inga andra samhällen i närheten. Trakten runt Rasrā består till största delen av jordbruksmark.